# Greatest Hits (album de Journey)
Pour les articles homonymes, voir Greatest Hits.
Albums de Journey
Raised on Radio Time³
Greatest Hits est la première compilation de succès de Journey entourant la première période de Steve Perry, chanteur (1977-1987). Notons qu'aucune pièce de la période Gregg Rolie, chanteur (1973-1976) n'y figurent. De retour au Billboard 200 depuis 2008, cette compilation est à la 28e position en date du 21 juin 2012. À ce jour, elle a été au Top 200 américain durant 219 semaines depuis sa sortie en 1988, année où elle fut à la 10e position.

## Titres
| No  | Titre                        | Durée |
| --- | ---------------------------- | ----- |
| 1.  | Only The Young               |       |
| 2.  | Don't Stop Believin'         |       |
| 3.  | Wheel In The Sky             |       |
| 4.  | Faithfully                   |       |
| 5.  | I'll Be Alright Without You  |       |
| 6.  | Any Way You Want It          |       |
| 7.  | Ask The Lonely               |       |
| 8.  | Who's Crying Now             |       |
| 9.  | Separate Ways (Worlds Apart) |       |
| 10. | Lights                       |       |
| 11. | Lovin', Touchin', Squeezin'  |       |
| 12. | Open Arms                    |       |
| 13. | Girl Can't Help It           |       |
| 14. | Send Her My Love             |       |
| 15. | Be Good To Yourself          |       |